# Gabriele Paolini
Gabriele Paolini (Milano, 12 ottobre 1974) è un personaggio televisivo italiano, noto per le sue apparizioni di disturbo nel corso dei collegamenti esterni in diretta televisiva.

## Biografia
Nato a Milano ma cresciuto a Roma, dal 2012 è nel Guinness dei primati per le sue apparizioni di disturbo sul piccolo schermo, con la motivazione: «he regularly sabotages journalist and presenter links on national TV in Italy, encouraging the use of condoms, as part of his civil battle against AIDS» («sabota regolarmente i collegamenti di giornalisti e presentatori su TV nazionali in Italia, incoraggiando l'uso del preservativo come parte della propria battaglia civile contro l'AIDS»). L'Enciclopedia della televisione pubblicata da Garzanti, nella voce che lo riguarda lo definisce "l'uomo che ha fatto dell'apparazione catodica uno scopo primario dell'esistenza". In una guida di Roma Achille Corea lo vede come "santo ispiratore" dei turisti che entrano nelle inquadrature delle telecamere dei telegiornali per salutare.
Autodefinitosi "inquinatore televisivo", nel 1995, dopo che, a seguito della morte di un amico per AIDS, decide di intraprendere una sua personale campagna a favore dell'uso dei profilattici, Paolini inizia l'attività di disturbo nel mondo televisivo che lo ha reso noto, irrompendo in programmi che eseguono collegamenti in diretta all'aperto (generalmente telegiornali, ma anche trasmissioni di attualità), nei quali si posiziona alle spalle degli inviati ed espone cartelli con brevi messaggi provocatori di varia natura, fa gesti scurrili come le corna, rivolge insulti e frasi volgari a politici o a personaggi dello spettacolo e, in generale, infastidisce l'attività degli inviati, costringendo spesso ad interrompere il collegamento oppure a inviare immagini di copertura.
Spesso accade anche che gli inviati vittime delle sue incursioni tentino di allontanarlo fisicamente a forza; a questo proposito è celebre un episodio avvenuto a Marsiglia durante il campionato mondiale di calcio 1998, in cui il giornalista Paolo Frajese, inviato del TG1, lo prese a calci e lo ricoprì di insulti in diretta. La sequenza, divulgata anche dal programma di Rai 3 Blob, che contribuì a renderla più celebre, è stata riproposta in decine di trasmissioni televisive, anche fuori dall'Italia (ad esempio dalla CNN e da Channel 4).
Nel 2012 gira il film porno Storie di un italiano vero per la regia di Max Bellocchio. Il 7 marzo 2013 esce il film I soliti noti, una compilation di spezzoni pornografici presentata da Sara Tommasi. Protagonisti degli spezzoni, oltre a Paolini, che vi appare in una breve scena, sono la stessa Sara Tommasi, Rocco Siffredi, Franco Trentalance, Remo Nicolini, l'ex tronista di Uomini e donne Fernando Vitale e l'ex concorrente della trasmissione La pupa e il secchione Luca Tassinari.

## Procedimenti giudiziari
Una sentenza della Corte di cassazione dell'8 marzo 2006 riconobbe a suo carico il reato di molestie e stalking per un'azione durante un collegamento televisivo Rai del 28 marzo 2002 in diretta da palazzo Chigi, nel corso del quale Paolini si era posto alle spalle di un giornalista con un cartello giudicato offensivo del decoro del presentatore Pippo Baudo. Confermando la condanna a tre mesi di reclusione, la Cassazione definì le intrusioni di Paolini nelle dirette televisive molestie determinate da un'azione di disturbo che «altera le normali condizioni di tranquillità» delle persone che stanno lavorando «attraverso un'azione impertinente, indiscreta, invadente, senz'altro riconducibile nella nozione di petulanza».
Il 5 dicembre 2006 la Polizia postale di Roma, su richiesta del Pubblico ministero Maiorano, ha posto sotto sequestro i siti che Paolini usava per pubblicare il proprio materiale pornografico come elemento relativo al procedimento penale che lo coinvolgeva, intrapreso dal critico cinematografico Robert Bernocchi per le dichiarazioni presenti sul sito a lui indirizzate. Il 19 ottobre 2010 il tribunale di Roma condannò Paolini a due anni e otto mesi di reclusione per tentata estorsione, calunnia, diffamazione e molestie ai danni di Robert Bernocchi. Il 12 maggio 2012 il Tribunale di Roma lo condannò a 6 mesi di carcere e ad un risarcimento di 30.000 euro per molestie nei confronti di tre giornalisti di Mediaset.
La sua attività di disturbatore l'ha portato inoltre a ricevere dei fogli di via (ovvero degli allontanamenti forzati con divieto di ritorno) della durata di 3 anni dai comuni di Fiumicino e Milano, rispettivamente nel settembre 2008 e agosto 2011.
Il 10 novembre 2013 è stato arrestato con l'accusa di induzione e sfruttamento della prostituzione minorile. Il successivo 28 novembre ha ottenuto gli arresti domiciliari su decisione del Tribunale del riesame che ha accolto il ricorso dei suoi difensori. Il 24 ottobre 2014 è stato rinviato a giudizio dal GUP, dopo aver respinto in precedenza la richiesta di rito abbreviato, con l'accusa di induzione alla prostituzione (avrebbe pagato 5 minorenni per far sesso), produzione di materiale pedo-pornografico e tentata violenza sessuale. Il 13 luglio 2015 è tornato libero con obbligo di firma due volte a settimana;  nella stessa occasione disse non voler più disturbare le trasmissioni TV, affermando: "voglio pensare solo alla mia biografia, al cinema visto che dalla biografia nascerà un film, e alla pittura".
Il 14 luglio 2015 la procura di Roma lo ha rinviato a giudizio per violenza sessuale aggravata e interruzione di pubblico servizio in occasione di una diretta durante la quale aveva palpeggiato una giornalista impedendole di continuare la trasmissione.
Il 9 giugno 2017 viene condannato a 5 anni di reclusione per produzione di materiale pedopornografico e tentata violenza sessuale su minore. L'anno seguente il tribunale di sorveglianza lo affida in prova ai servizi sociali per scontare la pena di 2 anni, 5 mesi e 15 giorni per via delle condanne che ha accumulato nel tempo. Il 25 maggio 2021 la Corte di Cassazione ha confermato la sentenza emessa nel settembre precedente dalla Corte d'appello di Roma nei confronti del disturbatore per l'accusa di induzione alla prostituzione minorile, produzione di materiale pedopornografico e tentata violenza sessuale su minori. La condanna a 5 anni di reclusione diventa, così, definitiva. Per cumulo di pene, pari a 8 anni di detenzione, in esecuzione delle sentenze il 21 giugno 2021 viene condotto presso il carcere di Rieti. Il 17 dicembre 2021 Paolini tenta il suicidio in carcere ingerendo degli psicofarmaci e viene salvato all'ultimo momento dal personale penitenziario. Nell'ottobre del 2024 lascia definitivamente il carcere di Rieti.

## Opere
- Il profeta del condom. Un rompiscatole in televisione per una battaglia civile, Napoleone, 2000, ISBN 88-7124-280-7.
- Io, pagina ribelle. Fenomenologia dell'artista Gabriele Paolini, la televisione prima e dopo «Il profeta del condom», Roma, Croce Libreria, 2007, ISBN 978-88-89337-35-6.
- L'ho amato: aveva 17 anni, Sulmona, Lupi Editore, 2016, ISBN 978-88-99663-00-1.
- Gabriele Paolini e Alvaro Molina, Come "evadere" dal carcere. Gli agenti della polizia penitenziaria sono "angeli" in un inferno di emozioni, Torino, Pathos Edizioni, 2023, ISBN 979-12-55-23027-4.